# Mechanisering
Mechanisering is het vervangen van handmatige handelingen door het gebruik van machines. De mechanisering hangt samen met de industrialisatie.

## Geschiedenis
Mechanisatie is een proces dat waarschijnlijk reeds lang voor onze tijdrekening begonnen is. Er zijn aanwijzingen dat de Chinezen al 3000 jaar v.Chr. waterkracht door middel van een waterrad wisten aan te wenden voor het oppompen van water voor de irrigatie van hun rijstvelden. De grote industriële mechanisering is echter begonnen in de negentiende eeuw tijdens de industriële revolutie.

## Voordelen
Mechanisering heeft meestal de volgende voordelen:
- met minder menselijke inspanning kan meer geproduceerd worden in een kortere tijd
- het geproduceerde is van een constante kwaliteit
- meer krachtoverbrenging mogelijk dan een mens of dier zou kunnen overbrengen
- bij geautomatiseerde mechanisatie is continue productie mogelijk